# Lijst van gemeentelijke monumenten in Best
De gemeente Best heeft 26 gemeentelijke monumenten. Hieronder een overzicht. 
| Object                                                                                          | Bouwjaar                  | Architect                        | Locatie                                    | Coördinaten                   | Nr.          | Afbeelding                                                        |
| ----------------------------------------------------------------------------------------------- | ------------------------- | -------------------------------- | ------------------------------------------ | ----------------------------- | ------------ | ----------------------------------------------------------------- |
| Woonhuis met erfafscheiding in Bossche schoolstijl                                              | 1982                      | Dom H. van der Laan              | Bakpers 9                                  | 51° 30' 16" NB, 5° 23' 44" OL | 0753/GM-B016 | Upload foto                                                       |
| Directeursvilla Batafabriek                                                                     | 1955-1956                 | K. Olfers                        | Batalaan 12                                | 51° 29' 28" NB, 5° 23' 38" OL | 0753/GM-B017 | Directeursvilla Batafabriek                                       |
| Kortgevelboerderij, hooiberg en bomen                                                           | 1800                      |                                  | Burgstraat 7                               | 51° 30' 31" NB, 5° 21' 43" OL | 0753/GM-B012 | Upload foto                                                       |
| Maria kapel De Vleut                                                                            | 1950                      | K. Olfers                        | Hogevleutweg 1                             | 51° 31' 46" NB, 5° 24' 20" OL | 0753/GM-B006 | Upload foto                                                       |
| Dubbel 2-laagswoonhuis "Mon Repos"                                                              | 1890                      |                                  | Hoofdstraat 66 - 66A                       | 51° 30' 41" NB, 5° 23' 21" OL | 0753/GM-B014 | Upload foto                                                       |
| Natuurtheater Joe Mann                                                                          | Wederopbouw               |                                  | Joe Mannweg 6                              | 51° 30' 45" NB, 5° 25' 58" OL | 0753/GM-B008 | Natuurtheater Joe Mann                                            |
| Toegangspoort                                                                                   |                           | Jules Verschuuren of Ad Berntsen | Joe Mannweg 6                              | 51° 30' 45" NB, 5° 25' 58" OL | 0753/GM-B009 | Toegangspoort                                                     |
| Oprijlaan                                                                                       |                           |                                  | Joe Mannweg 6                              | 51° 30' 45" NB, 5° 25' 58" OL | 0753/GM-B010 | Upload foto                                                       |
| Joe Mann monument                                                                               | Onthuld 17 september 1956 | Ad Berntsen                      | Joe Mannweg 6                              | 51° 30' 45" NB, 5° 26' 3" OL  | 0753/GM-B11  | Meer afbeeldingen                                                 |
| Woonhuis, deel van blok van zeven woonhuizen                                                    | 1930                      | S.L.A. Orie                      | Nieuwstraat 9                              | 51° 30' 48" NB, 5° 23' 45" OL | 0753/GM-B020 | Woonhuis, deel van blok van zeven woonhuizen                      |
| Woonhuis, deel van blok van zeven woonhuizen                                                    | 1930                      | S.L.A. Orie                      | Nieuwstraat 11                             | 51° 30' 48" NB, 5° 23' 45" OL | 0753/GM-B021 | Woonhuis, deel van blok van zeven woonhuizen                      |
| Woonhuis, deel van blok van zeven woonhuizen                                                    | 1930                      | S.L.A. Orie                      | Nieuwstraat 13                             | 51° 30' 48" NB, 5° 23' 45" OL | 0753/GM-B022 | Woonhuis, deel van blok van zeven woonhuizen                      |
| Woonhuis, voorheen met winkel, deel van blok van zeven woonhuizen                               | 1930                      | S.L.A. Orie                      | Nieuwstraat 15                             | 51° 30' 48" NB, 5° 23' 46" OL | 0753/GM-B023 | Woonhuis, voorheen met winkel, deel van blok van zeven woonhuizen |
| Woonhuis, deel van blok van zeven woonhuizen                                                    | 1930                      | S.L.A. Orie                      | Nieuwstraat 17                             | 51° 30' 49" NB, 5° 23' 46" OL | 0753/GM-B024 | Woonhuis, deel van blok van zeven woonhuizen                      |
| Woonhuis, deel van blok van zeven woonhuizen                                                    | 1930                      | S.L.A. Orie                      | Nieuwstraat 19                             | 51° 30' 49" NB, 5° 23' 46" OL | 0753/GM-B025 | Woonhuis, deel van blok van zeven woonhuizen                      |
| Woonhuis, deel van blok van zeven woonhuizen                                                    | 1930                      | S.L.A. Orie                      | Nieuwstraat 21                             | 51° 30' 49" NB, 5° 23' 46" OL | 0753/GM-B026 | Woonhuis, deel van blok van zeven woonhuizen                      |
| Tweelaags woonhuis, vm klompenvakschool                                                         | 1914-1924                 |                                  | Nieuwstraat 23                             | 51° 30' 49" NB, 5° 23' 47" OL | 0753/GM-B003 | Tweelaags woonhuis, vm klompenvakschool                           |
| Tweelaags woonhuis, vm klompenvakschool                                                         | 1914-1924                 |                                  | Nieuwstraat 25                             | 51° 30' 49" NB, 5° 23' 47" OL | 0753/GM-B004 | Tweelaags woonhuis, vm klompenvakschool                           |
| Woonhuis met hulppostkantoor, nu tweelaags woonhuis                                             | 1925                      |                                  | Nieuwstraat 32                             | 51° 30' 48" NB, 5° 23' 47" OL | 0753/GM-B018 | Woonhuis met hulppostkantoor, nu tweelaags woonhuis               |
| Woonhuis met hulppostkantoor, nu tweelaags woonhuis                                             | 1925                      |                                  | Nieuwstraat 34                             | 51° 30' 48" NB, 5° 23' 47" OL | 0753/GM-019  | Woonhuis met hulppostkantoor, nu tweelaags woonhuis               |
| Schoorsteen, maakte deel uit van de grootste klompenfabriek van Nederland. Gebr. Van der Velden | 1937                      |                                  | Rotonde Oirschotseweg-Prinses Margrietlaan | 51° 30' 31" NB, 5° 22' 36" OL | 0753/GM-B001 | Upload foto                                                       |
| Het oude gedeelte van het gemeentehuis, interieur en exterieur                                  | 1962                      |                                  | Raadhuisplein 1                            | 51° 30' 47" NB, 5° 23' 45" OL | 0753/GM-B007 | Upload foto                                                       |
| Voormalig woning, nu kantoor                                                                    | Jaren 50                  |                                  | Spoorstraat 1                              | 51° 30' 34" NB, 5° 23' 17" OL | 0753/GM-B005 | Voormalig woning, nu kantoor                                      |
| Kortgevelboerderij, hooiberg en bomen                                                           | 1800                      |                                  | St. Annaweg 8 (samen met Burgstraat 5 )    | 51° 30' 30" NB, 5° 21' 43" OL | 0753/GM-B015 | Kortgevelboerderij, hooiberg en bomen                             |
| Langgevelboerderij. In 2010/2011 gerestaureerd.                                                 | 1870                      |                                  | St. Oedenrodeseweg 55                      | 51° 31' 51" NB, 5° 24' 39" OL | 0753/GM-B002 | Langgevelboerderij. In 2010/2011 gerestaureerd.                   |

's-Hertogenbosch ·
Alphen-Chaam ·
Altena ·
Asten ·
Baarle-Nassau ·
Bergeijk ·
Bergen op Zoom ·
Bernheze ·
Best ·
Bladel ·
Boekel ·
Boxtel ·
Cranendonck ·
Deurne ·
Dongen ·
Drimmelen ·
Eersel ·
Eindhoven ·
Etten-Leur ·
Lijst van gemeentelijke monumenten in Geertruidenberg ·
Geldrop-Mierlo ·
Gemert-Bakel ·
Gilze en Rijen ·
Goirle ·
Halderberge ·
Heeze-Leende ·
Helmond ·
Heusden ·
Hilvarenbeek ·
Laarbeek ·
Land van Cuijk ·
Maashorst ·
Meierijstad ·
Moerdijk ·
Nuenen, Gerwen en Nederwetten ·
Oirschot ·
Oisterwijk ·
Oosterhout ·
Oss ·
Reusel-De Mierden ·
Roosendaal ·
Someren ·
Son en Breugel ·
Lijst van gemeentelijke monumenten in Steenbergen ·
Tilburg ·
Valkenswaard ·
Vught ·
Waalre ·
Waalwijk ·
Woensdrecht ·
Zundert